# HVV La Haye
Pour les articles homonymes, voir HVV.
Maillots
Le Haagse Voetbal Vereniging (en français : Club de football haguenois), ou plus simplement HVV, est un club néerlandais de football amateur situé à La Haye, fondé en 1883 en tant qu'extension du Haagse Cricket Club (HCC).
En 1978, à l'occasion du centenaire du club, la reine Juliana accorde le mécénat royal au club, avec le préfixe Koninklijke, en raison de son rôle de pionnier dans le sport, y compris dans la formation de l'KNVB en 1889. Depuis lors, il est appelé Koninklijke Haagse Cricket & Voetbal Vereniging (« Club royal haguenois de cricket et de football »), abrégé en KHC & VV.
Le stade du club est depuis 1898 De Diepput, situé à la frontière entre Benoordenhout (en) et Wassenaar. Le club possède des sections tennis, squash et judo et compte environ 1 750 membres.

## Histoire
Le HVV est le club néerlandais de football ayant connu le plus de succès avant la Première Guerre mondiale, remportant dix championnats néerlandais entre 1890 et 1914. Deux de ses joueurs remportent d'ailleurs la médaille de bronze avec l'équipe néerlandaise lors du tournoi olympique de football 1912. Par la suite, le club perd le titre de meilleur club de La Haye au profit du ADO. Sa dernière saison dans l'élite du football remonte à 1932. L'introduction du professionnalisme par la KNVB en 1954 ne concerne pas les clubs de division inférieure tels que le HVV.
Le HVV est maintenant un club de loisirs, qui compte neuf équipes adultes de football. L'équipe principale, HVV 1, est promue à la fin de la saison 2006-2007 et joue maintenant dans la Sunday Tweede Klasse C , le cinquième niveau du football aux Pays-Bas, dans le district ouest 2.

## Palmarès
- Eerste Klasse West & Eredivisie[4],[7] : 10

Vainqueur : 1890–91, 1895–96, 1899–1900, 1900–01, 1901–02, 1902–03, 1904–05, 1906–07, 1909–10, 1913–14
- KNVB Cup[9] : 1

Vainqueur : 1903
Finaliste : 1899, 1904, 1910

## Joueurs notables
Les joueurs suivants sont ceux qui ont été sélectionnés en l'équipe des Pays-Bas de football:
- Law Adam
- Jan van Breda Kolff
- Miel Campioni (en)
- Lo La Chapelle
- Constant Feith
- Dolf Heijnen (en)
- John Heijning
- Karel Heijting
- Boelie Kessler (en)
- Dé Kessler (en)
- Dolf Kessler (en)
- Tonny Kessler (en)
- Miel van Leijden (en)
- Guus Lutjens (en)
- Dick MacNeill
- Emil Mundt
- Jan Noorduijn (en)
- Marius Sandberg (en)
- Jan Schoemaker (en)
- Guus de Seriere (en)
- Albert Snouck Hurgronje (en)
- Ed Sol
- Rens Vis (en)